# Paradiesvögel
Die Paradiesvögel (Paradisaeidae) sind eine Vogelfamilie, die zur Ordnung der Sperlingsvögel (Passeriformes), Unterordnung Singvögel (Passeri) gehört. Sie erreichen ein Gewicht zwischen 60 und 440 Gramm und ohne die verlängerten mittleren Steuerfedern eine Körperlänge zwischen 16 und 43 Zentimeter. Bei einer Reihe von Arten haben Teile des Gefieders bei den Männchen eine auffällig andere Federstruktur und sind stark verlängert. Das gilt insbesondere für Teile des Schwanzgefieders. Inklusive dieser häufig drahtartig verlängerten Schwanzfedern erreichen Paradiesvögel eine Körperlänge von über einem Meter. Der Geschlechtsdimorphismus ist vor allem bei den Arten, die nicht in einer monogamen Paarbeziehung leben, sehr ausgeprägt. Die Männchen haben ein teils sehr farbenprächtiges Gefieder, während bei den Weibchen gedeckte bräunliche Gefiedertöne dominieren. Paradiesvögel sind langlebige Vögel. Bei den Männchen zeigt sich das adulte Gefieder erst nach mehreren Jahren. In Gefangenschaftshaltung haben sie ein Alter bis zu 33 Jahren erreicht.
Neuguinea ist der Verbreitungsschwerpunkt dieser Familie. Diesem Umstand verdankt Neuguinea den Beinamen „Insel der Paradiesvögel“. Sie kommen darüber hinaus auch im äußersten Norden der Regenwälder Australiens, einigen Inseln der Molukken und vor der Küste Neuguineas liegenden Inselgruppen vor. Viele Arten der Paradiesvögel leben in unzugänglichen Gebirgszügen und sind bislang wenig erforscht. Einige Arten wurden erst im 21. Jahrhundert erstmals fotografiert und gefilmt. Es wird außerdem für möglich gehalten, dass es noch Arten gibt, die bislang nicht wissenschaftlich beschrieben wurden.
Die meisten Arten der Paradiesvögel werden als nicht gefährdet eingestuft. Blauparadiesvogel, Breitschwanz-Paradieshopf und der Lavendelparadiesvogel, ein Inselendemit, dessen Verbreitung auf die Inseln Normanby und Fergusson im Südosten Neuguineas begrenzt ist, werden als gefährdet (vulnerable) eingestuft.

## Erscheinungsbild

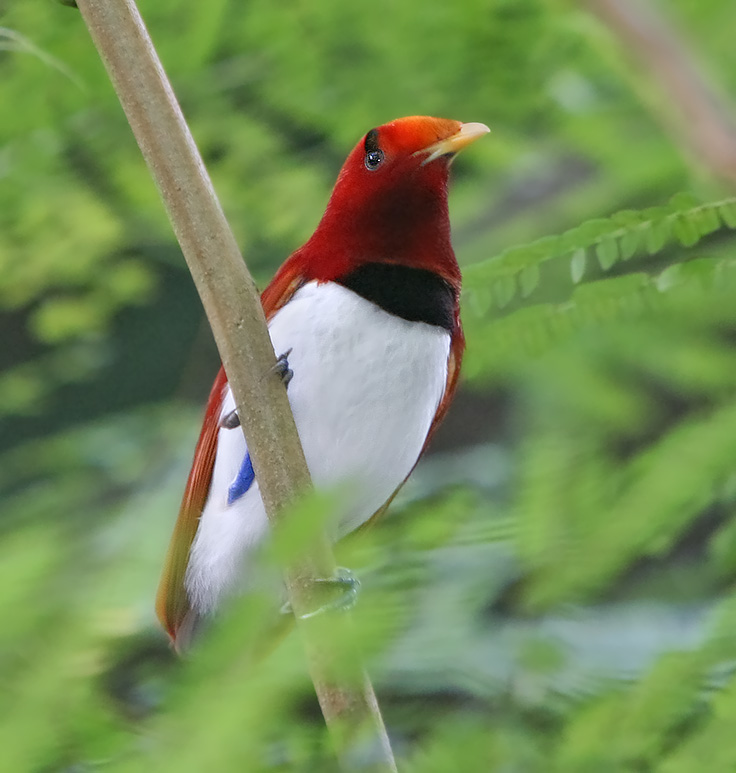
Männchen des Königs-Paradiesvogel, die kleinste Art der Paradiesvögel.

Die Paradiesvögel teilen sich in zwei Unterfamilien mit sehr unterschiedlichem Aussehen. In beiden Unterfamilien ist das Weibchen kleiner als das Männchen. Gemessen an der Flügellänge ist dieser Größenunterschied am ausgeprägtesten beim Prachtparadiesvogel, bei dem die durchschnittliche Flügellänge lediglich 81 % der Flügellänge des Männchens beträgt. Alle Arten mit Geschlechtsdimorphismus sind polygyn, allerdings gibt es Polygamie auch bei Arten, bei denen kein Geschlechtsdimorphismus vorkommt. Allen Arten gemeinsam ist, dass sie zehn Armschwingen und 12 Steuerfedern haben. Die meisten Arten haben außerdem an der Schnabelbasis kleine, nach vorne gerichtete Federn, die die Nasenlöcher bedecken.

### Unterfamilie Phonygamminae
Die Arten der Unterfamilie Phonygamminae unterscheiden sich von den übrigen Paradiesvögeln vor allem durch ihr krähenähnliches Aussehen, das sich auch in der häufigen Verwendung von „Krähe“ in den deutschen Trivialnamen reflektiert. Ihr Gefieder ist überwiegend blauschwarz und mit einem intensiven irisierenden Glanz. Sie erreichen eine Körperlänge zwischen 34 und 43 Zentimeter und stellen mit der bis zu 440 Gramm schweren Kräuselparadieskrähe die schwerste Art unter den Paradiesvögeln. Die Weibchen der Arten dieser Unterfamilie sind in der Regel geringfügig kleiner als die Männchen. Der Geschlechtsdimorphismus ist insgesamt bei ihnen nur wenig ausgeprägt – bei einigen Arten glänzt lediglich das Gefieder der Weibchen in einem leicht anderen Ton.

### Unterfamilie Eigentliche Paradiesvögel

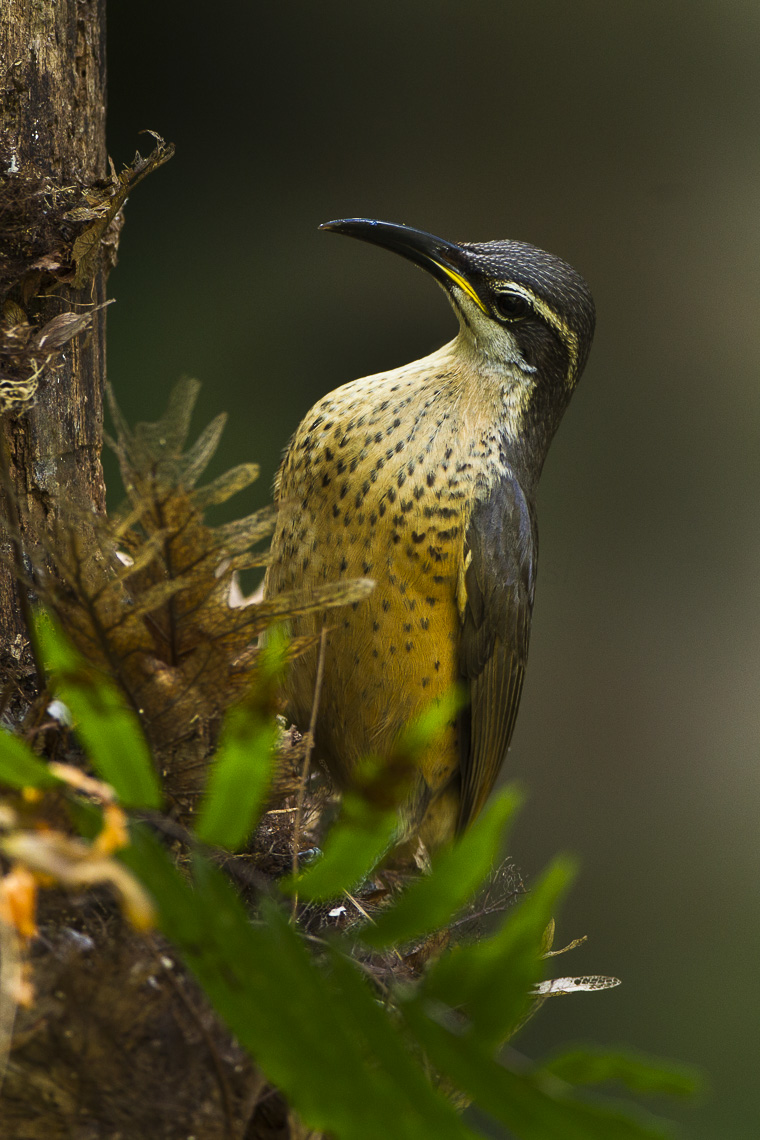
Weibchen des Viktoria-Paradiesvogels, Lake Eacham

In der Unterfamilie der Eigentlichen Paradiesvögel ist der Größenunterschied sehr ausgeprägt. Als kleinste Art gilt der Königs-Paradiesvogel, bei dem die adulten Weibchen gelegentlich lediglich 38 Gramm wiegen und die Männchen ohne das verlängerte mittlere Steuerfederpaar eine Körperlänge von 16 Zentimeter haben. Der Breitschwanz-Paradieshopf erreicht dagegen mit seinem stark verlängerten Schwanzgefieder, seinem vergleichsweise langen Hals und Schnabel eine Körperlänge von mehr als einem Meter. Sie wiegen allerdings durchschnittlich nur 227 Gramm, deutlich weniger als die Kräuselparadieskrähe.
Der Geschlechtsdimorphismus ist in dieser Unterfamilie häufig sehr ausgeprägt. Die Männchen sind in der Regel deutlich farbenprächtiger als die Weibchen. Der Fadenhopf ist die Art mit dem auffälligsten Geschlechtsdimorphismus. Männchen und Weibchen teilen nahezu kein Merkmal des Gefieders.
Die Männchen dieser Unterfamilie haben entweder stark kontrastierendes Gefieder oder sind samtschwarz mit einzelnen, stark irisierenden Körperpartien. So trägt beispielsweise der Großparadiesvogel (Paradisaea apoda) neben dem gelben Rückengefieder und dem strahlend grünen Kehlbereich auffallend lange, rote Schwanzfedern. Das Männchen des kleineren Sichelschwanz-Paradiesvogels (Cicinnurus magnificus) zeichnet sich vor allem durch die namensgebende Schwanzsichel aus zwei langen Federn aus. Der Körper dieses Tieres ist ein Mosaik aus strahlendem Grün, Blau, Gelb und Rot. Die Weibchen beider Arten sind eher unauffällig braun-gelb gezeichnet. Die Strahlenparadiesvögel haben am Kopf sechs stark verlängerte Schmuckfedern, die spatelförmig auslaufen sowie ein bronzefarben glänzendes, schuppenartiges Brustgefieder. Dieses glänzende Brustgefieder findet sich auch beim Wimpelträger, dem einzigen Vertreter der Gattung Pteridophora. Er trägt an jeder Kopfseite jeweils eine stark verlängerte Kopfschmuckfeder, die mit einer Länge von bis zu 50 Zentimeter doppelt so lang ist wie seine Körperlänge. Erkennungs- und namensgebendes Merkmal dieses Paradiesvogels sind die wimpelähnlichen Strukturen an diesen Kopffedern. Etwa 40 bis 50 dieser Blättchen mit hellblauer Ober- und rotbrauner Unterseite sitzen einseitig und regelmäßig am Federschaft.

## Stimme
Die meisten Laute, die Paradiesvögel von sich geben, sind harsch und krächzend. Sie sind wiederholt mit den Lauten von Raben und Krähen verglichen worden. Es gibt allerdings eine Reihe von Ausnahmen: Dies reicht von den hohen, leisen Rufen einiger Manukoden, den Staccato-artigen, an ein Maschinengewehrfeuer erinnernden Lauten des Schmalschwanz-Paradieshopfes bis zu den summenden Lauten des Blauparadiesvogels. Mit Ausnahme weniger monogamer Arten sind nur Rufe des Männchens zu hören.
Die Manukoden-Arten und die Schall-Manucodia weisen als anatomische Besonderheit eine verlängerte Luftröhre bei den Männchen auf. Sie liegt in Schlingen über der Brustmuskulatur und direkt unter der Haut der Brust. Frith und Beehler vermuten, dass diese, für Singvögel sehr ungewöhnliche verlängerte Luftröhre die Funktion hat, die Tonhöhe der Rufe der Männchen zu senken und damit sicherzustellen, dass diese weithin vernehmbar sind. Bei den Lycocorax-Arten fehlt dieses Merkmal, der Schädelbau ist jedoch ähnlich wie bei den Manukoden.

## Verbreitungsgebiet und Lebensraum
Paradiesvögel sind in ihrer Verbreitung auf Australasien begrenzt. Die Mehrzahl der Arten kommt auf Neuguinea und unmittelbar an die Küsten Neuguineas angrenzenden Inseln vor. Einige wenige Arten wie der Lavendelparadiesvogel sind Insel-Endemiten. Zur Avifauna des australischen Festlands gehören lediglich vier Arten: Neben der Schall-Manucodia kommen dort Viktoria-, Pracht- und Schild-Paradiesvogel vor. Sie gehören zu den Paradiesvögeln, deren Lebensweise gut erforscht ist.

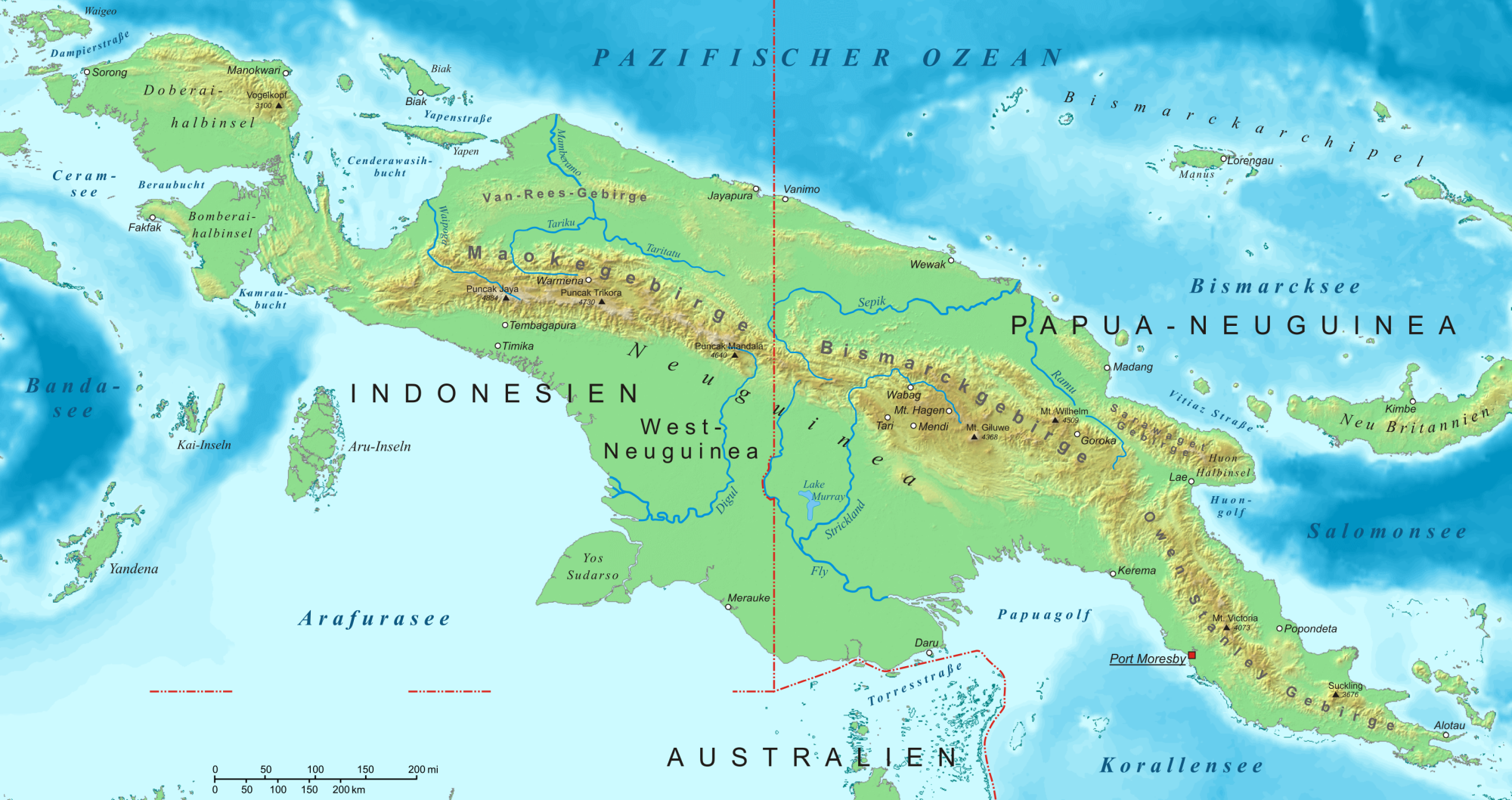
Neuguinea, Verbreitungsschwerpunkt der Familie

Die Verbreitungsgebiete der einzelnen Arten sind häufig klein und gelegentlich in Neuguinea auf einen einzelnen Gebirgszug begrenzt. Im Gegensatz zu einigen anderen Sperlingsvögeln, bei denen sich das Verbreitungsgebiet über mehrere Kontinente erstreckt, reicht das Verbreitungsgebiet der Schall-Manucodia als der Art mit dem größten Verbreitungsgebiet unter den Paradiesvögeln lediglich vom Vogelkop im äußersten Westen Neuguineas bis zu den D’Entrecasteaux-Inseln östlich und der australischen Kap-York-Halbinsel südlich von Neuguinea. Das Verbreitungsgebiet der Langschwanz-Paradigalla begrenzt sich dagegen auf das Arfakgebirge im Nordosten der neuguinesischen Halbinsel Vogelkop. Es gibt eine weitere Paradigalla-Population im Fakfakgebirge auf der Fakfakhalbinsel am westlichen Südende der Insel Neuguinea, die früher dieser Art zugeordnet wurde. Mittlerweile wird für diese Population jedoch vermutet, dass es sich um eine bislang nicht wissenschaftlich beschriebene, nur auf dieses Gebirge begrenzte Art der Gattung Paradigalla handelt.
Anders als bei den meisten Familien der Sperlingsvögel kommen die Arten nicht in einer großen Bandbreite von Habitaten vor, sondern sind in ihrem Lebensraum auf Regenwälder und ähnliche dichte Vegetationstypen begrenzt. Dies gilt auch für die vier in Australien vorkommenden Arten, wo die vorherrschenden Lebensräume lichte Waldgebiete, Savannen und Wüsten sind.

## Balz

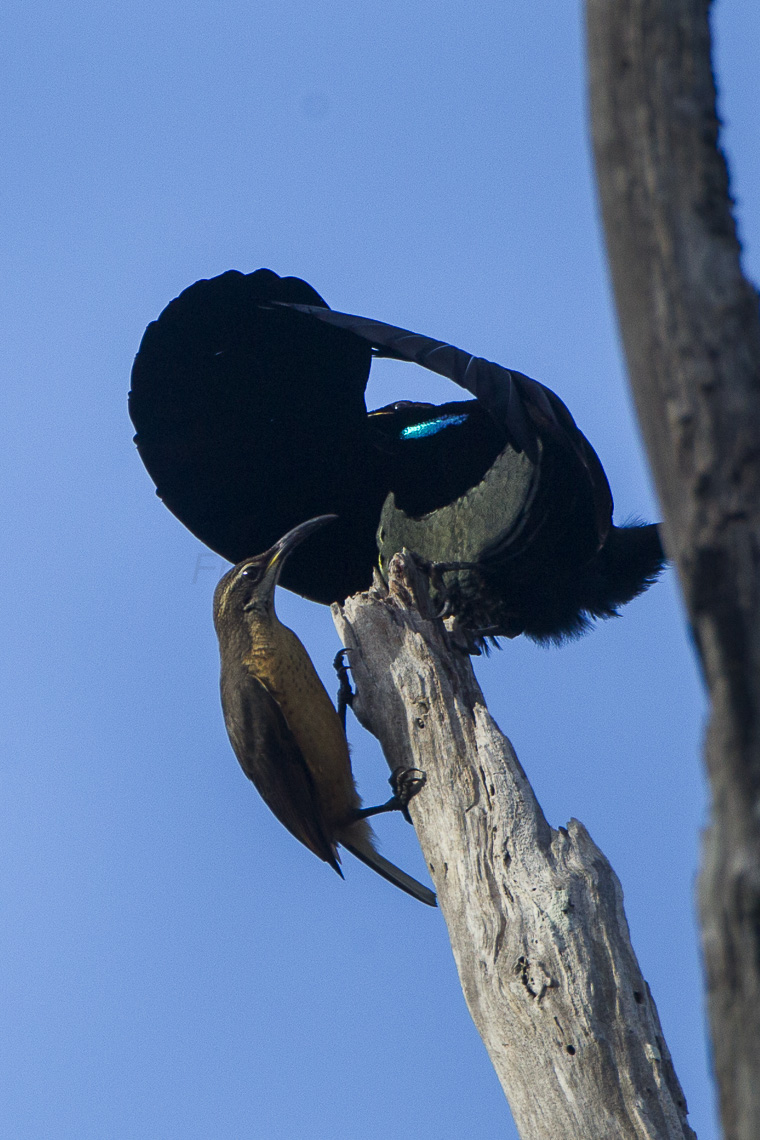
Ein Weibchen (links) des Viktoria-Paradiesvogels nähert sich einem balzenden Männchen

Das Balzverhalten ist für einige der Paradiesvögel bislang nicht oder nur oberflächlich beschrieben. Die Beschreibung der Balz wird auch dadurch erschwert, dass Männchen zunächst das Gefieder eines adulten Weibchens tragen. Bei „Weibchen“, die an einem Balzplatz auftauchen, kann es sich also immer auch um ein noch nicht geschlechtsreifes Männchen handeln. Es kann dabei sehr lange dauern, bis sich das typische Gefieder eines adulten Männchens zeigt. Ein im August des Jahres 1969 im Gefieder eines adulten weiblichen Sichelschwanz-Paradiesvogels gefangener Vogel begann erst im September 1975, das Gefieder eines adulten Männchens zu zeigen. Er war zu diesem Zeitpunkt also mindestens sechs Jahre alt. Ähnlich lange währt es bei den Männchen der Roten Paradiesvögel. Ein Männchen des Schmalschwanz-Paradieshopfes, das am 13. September 1978 dem Baiyer River Sanctuary, Papua-Neuguinea, übergeben wurde und das zunächst noch das Gefieder eines Weibchens zeigte, ließ im Juli 1982 erstmals den für die Männchen typischen, presslufthammerartigen Ruf hören. Ein Jahr später begann es erste Federn eines adulten Männchens zu zeigen. Das vollständige Gefieder eines Männchens trug dieses Individuum erst im Mai 1985. Daraus schließt man, dass die Männchen dieser Art erst im Alter von sieben bis acht Jahren das Gefieder adulter Männchen zeigen.
So unterschiedlich wie das Aussehen der Tiere ist auch ihr Balzverhalten. Bei den männlichen Göttervögeln bedeutet die Balz um Weibchen zugleich einen Wettstreit. Hier balzen mehrere Männchen gemeinsam auf einem Balzplatz, der im Einzugsbereich mehrerer Weibchen liegt. Sie locken ihre „Bewunderinnen“ durch laute Rufe zum Balzplatz, wo sie ihre Schmuckfedern präsentieren, indem sie diese über ihren Körper werfen. Die Weibchen suchen sich eines der Männchen aus und lassen sich von diesem begatten, verlassen dann den Tanzplatz und kümmern sich allein um den Nachwuchs. So kann ein besonders dominantes Männchen mehrere Weibchen begatten, während andere, weniger prächtige Männchen keine Chance bekommen.
Auch der Sichelschwanz-Paradiesvogel bietet einen beeindruckenden Balztanz, wobei er vor allem seine Federn zu einem hohen Kragen aufrichtet und so auf senkrechten Stämmen tanzt. Er balzt allerdings allein im Revier eines Weibchens. Bei einem Paarungserfolg bleibt auch er allerdings nicht beim Weibchen, sondern sucht sich einen neuen Balzplatz und neue Partnerinnen. Beiden Arten ist also gemein, dass sich ein erfolgreiches Männchen gleich mit mehreren Partnerinnen paaren kann. Diese Paarungsstrategie wird als Polygynie (Vielweiberei) bezeichnet.
Wieder stellt die Schall-Manucodia gemeinsam mit einigen weiteren Arten einen Vertreter einer völlig anderen Strategie dar. Hier beeindruckt das Männchen die Weibchen nicht durch ein auffälliges Balzverhalten. Hat sich erst einmal ein Paar gefunden, bleibt es zusammen und zieht gemeinsam den Nachwuchs auf. Es handelt sich hierbei also um monogame Tiere.

## Nahrung
Es stellt sich zwangsläufig die Frage, warum sich die einzelnen Arten so unterschiedlich verhalten. Die Antwort findet sich wahrscheinlich in den unterschiedlichen Nahrungsansprüchen der Tiere. Die Schall-Manucodia ernährt sich vor allem von Feigen, die schwer zu finden und ziemlich nährstoffarm sind. Um die Brut aufzuziehen und mit Nahrung zu versorgen, bedarf es beider Elternteile. Der Sichelschwanz-Paradiesvogel und auch der Göttervogel haben ihre Ernährung auf nahrhaftere Früchte wie Muskatnüsse umgestellt, außerdem ergänzen sie ihre Kost durch Insekten, die relativ einfach zu finden sind. So schafft es ein Weibchen auch allein, ihren Nachwuchs zu versorgen.

## Lebenserwartung

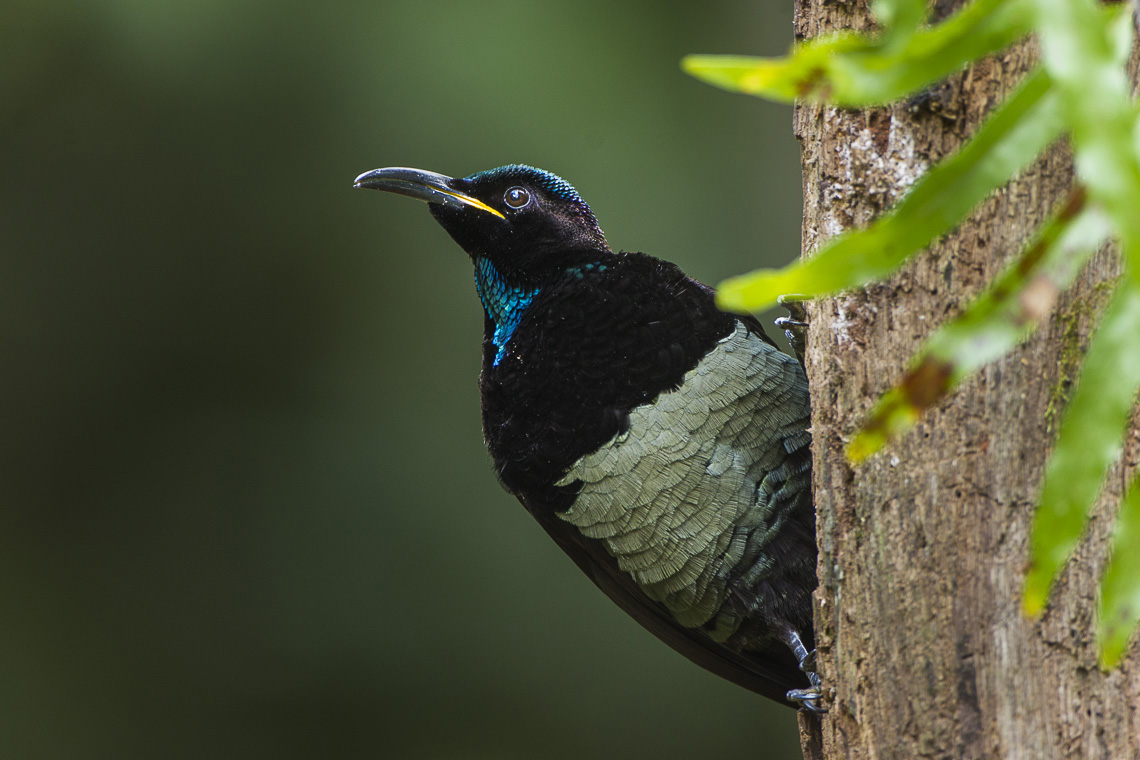
Männchen des Viktoria-Paradiesvogels, Queensland

Da viele Arten der Paradiesvögel in abgeschiedenen Regionen vorkommen, sind bislang vergleichsweise wenig Individuen beringt und anschließend wiedergefunden worden. Grundsätzlich ist aber davon auszugehen, dass Paradiesvögel vergleichsweise alt werden. Darauf weisen auch die wenigen Wiederfunde beringter Vögel hin:
- Ein ausgewachsenes Männchen des Viktoria-Paradiesvogels, das im Oktober 1988 im Yungaburra-Nationalpark beringt wurde, wurde am selben Ort fast neun Jahre später erneut gefangen. Ein anderes Männchen, das bei seiner Beringung mindestens 3 Jahre und 3 Monate alt war, wurde 15 Jahre später von einer Hauskatze getötet.[20]
- Ein einzelnes, bereits ausgewachsenes Männchen des Blaunacken-Paradiesvogels, das am 29. Oktober 1978 beringt wurde, wurde am selben Ort am 7. Dezember 1986 wiedergefangen. Die Lebenserwartung dieser Art dürfte daher weit über neun Jahren liegen.[21]
- Ein adultes Männchen des Carola-Paradiesvogels wurde 1954 dem Honolulu Zoo geliefert und lebte dort bis November 1969. Er dürfte daher mindestens 15 Jahre alt geworden sein.[22]
- Den Altersrekord für ein frei lebendes Männchen des Raggi-Paradiesvogels hält ein am Mount Missim am 1. September 1980 beringter Vogel. Er trug zu diesem Zeitpunkt noch das für subadulte Männchen typische weibchenähnliche Gefieder. Er wurde im Juli 1997 wieder gefangen und trug zu diesem Zeitpunkt das adulte Gefieder der Männchen. Er war zu diesem Zeitpunkt mindestens 16 Jahre und 10 Monate alt.[23]
- Ein von Hand aufgezogener, männlicher Raggi-Paradiesvogel lebte im Baiyer River Sanctuary 25 Jahre lang. Von einem anderen, mindestens 33 Jahre alten Männchen wird berichtet, dass er sich noch in diesem Alter erfolgreich paarte.[23]

## Systematik
Es gibt insgesamt 43 Arten von Paradiesvögeln in 16 Gattungen; Anhänger des phylogenetischen Artkonzepts spalten dieselben sogar in 90 unterschiedliche Arten auf. Seit 1992 sind keine neuen Arten beschrieben worden. Die Familie ist in zwei Unterfamilien unterteilt. Die nachfolgenden Arten werden momentan anerkannt:

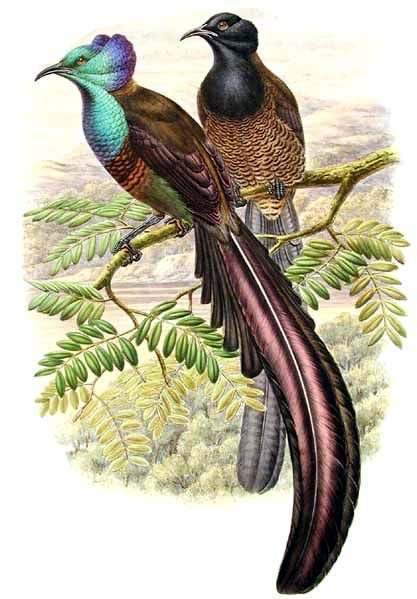
Stephanie-Paradieselster (Astrapia stephaniae)

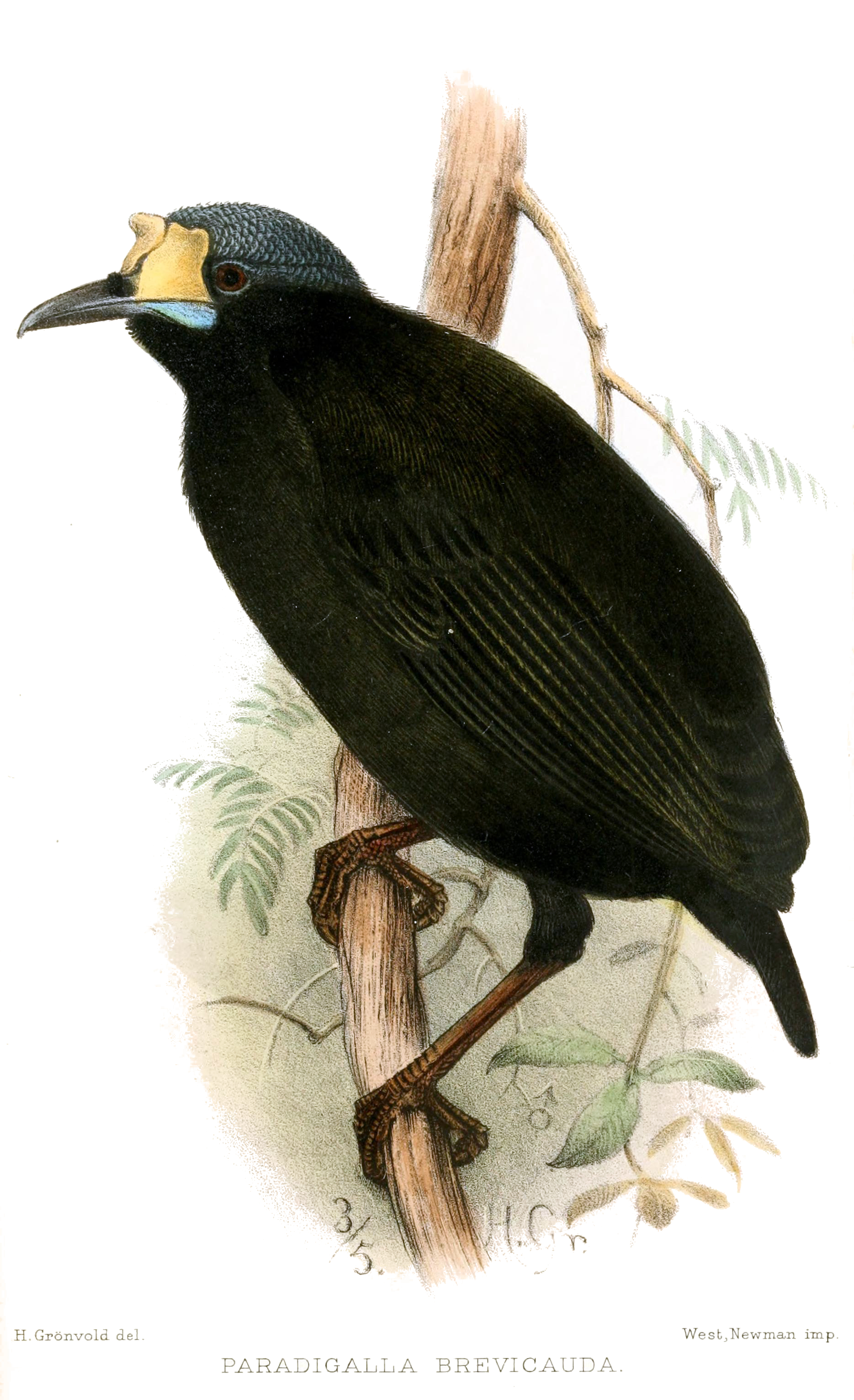
Kurzschwanz-Paradigalla (Paradigalla brevicauda)

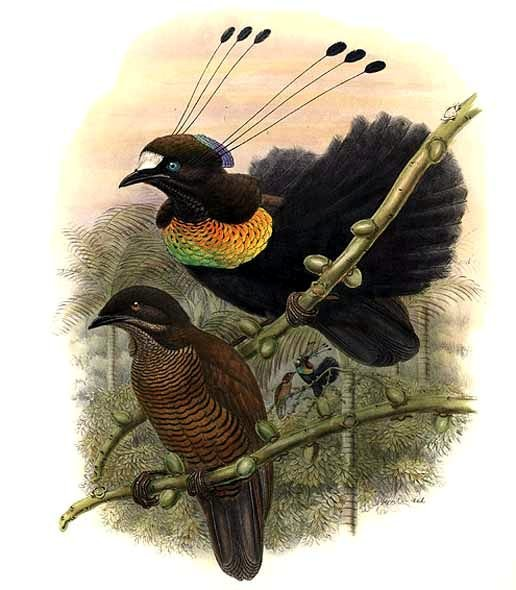
Blaunacken-Paradiesvogel (Parotia lawesii)

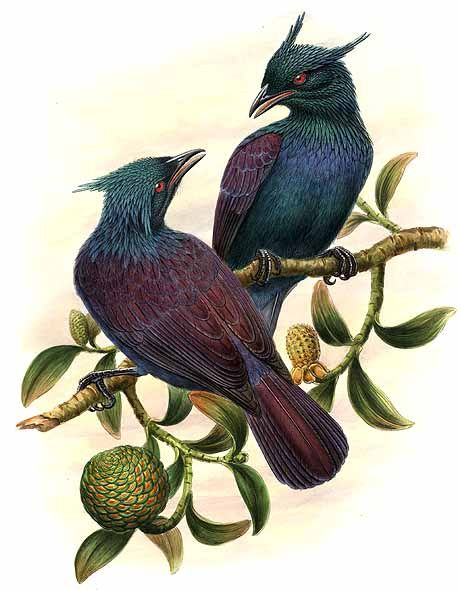
Schall-Manucodia (Phonygammus keraudrenii)

Unterfamilie Eigentliche Paradiesvögel (Paradisaeinae) Vigors, 1825
- Paradieselstern (Astrapia) – 5 Arten
  - Schmalschwanz-Paradieselster (Astrapia mayeri)
  - Schwarzkehl-Paradieselster (Astrapia nigra)
  - Rothschild-Paradieselster (Astrapia rothschildii)
  - Pracht-Paradieselster (Astrapia splendidissima)
  - Stephanie-Paradieselster (Astrapia stephaniae)
- Sichelschwänze (Cicinnurus) – 1 Art
  - Königs-Paradiesvogel (Cicinnurus regius)
- Diphyllodes – 2 Arten (von einigen Autoren als Teil der Gattung Cicinnurus geführt)
  - Nacktkopf-Paradiesvogel (Diphyllodes respublica)
  - Sichelschwanz-Paradiesvogel (Diphyllodes magnificus)
- Drepanornis – 2 Arten
  - Gelbschwanz-Paradieshopf (Drepanornis albertisi)
  - Braunschwanz-Paradieshopf (Drepanornis bruijnii)
- Epimachus – 2 Arten
  - Breitschwanz-Paradieshopf (Epimachus fastosus)
  - Schmalschwanz-Paradieshopf (Epimachus meyeri)
- Lophorina – 2 Arten
  - Pracht-Kragenparadiesvogel (Lophorina superba)
  - Papuaparadiesvogel (Lophorina intercedens)
- Paradigalla – 2 Arten
  - Kurzschwanz-Paradigalla (Paradigalla brevicauda)
  - Langschwanz-Paradigalla (Paradigalla carunculata)
- Eigentliche Paradiesvögel (Paradisaea) – 7 Arten
  - Großparadiesvogel (Paradisaea apoda)
  - Lavendelparadiesvogel (Paradisaea decora)
  - Kaiser-Paradiesvogel (Paradisaea guilielmi)
  - Kleiner Paradiesvogel (Paradisaea minor)
  - Raggi-Paradiesvogel (Paradisaea raggiana)
  - Roter Paradiesvogel (Paradisaea rubra)
  - Blauparadiesvogel (Paradisaea rudolphi)
- Strahlenparadiesvögel (Parotia) – 5 Arten
  - Berlepschparadiesvogel (Parotia berlepschi)
  - Carola-Strahlenparadiesvogel (Parotia carolae)
  - Blaunacken-Strahlenparadiesvogel (Parotia lawesi)
  - Arfak-Strahlenparadiesvogel (Parotia sefilata)
  - Langschwanz-Strahlenparadiesvogel (Parotia wahnesi)

Der lange als eigenständige Art eingestufte Helena-Paradiesvogel gilt heute als Unterart des Blaunacken-Paradiesvogels und wird entsprechend als Parotia lawesii helenae geführt.
- Pteridophora – 1 Art
  - Wimpelträger (Pteridophora alberti)
- Reifelvögel (Ptiloris) – 3 Arten
  - Prachtparadiesvogel (Ptiloris magnificus)
  - Schild-Paradiesvogel (Ptiloris paradiseus)
  - Viktoria-Paradiesvogel (Ptiloris victoriae)
- Seleucidis – 1 Art
  - Fadenhopf (Seleucidis melanoleucus)
- Semioptera – 1 Art
  - Bänder-Paradiesvogel (Semioptera wallacii)

Unterfamilie Phonygamminae G.R. Gray, 1846
- Lycocorax – 2 Arten
  - Krähenparadiesvogel (Lycocorax pyrrhopterus)
  - Obiparadieskrähe (Lycocorax obiensis)[27]
- Manukoden (Manucodia) – 4 Arten
  - Glanzparadieskrähe (Manucodia ater)
  - Grünparadieskrähe (Manucodia chalybatus)
  - Kräuselparadieskrähe (Manucodia comrii)
  - Jobiparadieskrähe (Manucodia jobiensis)
- Phonygammus – 1 Art
  - Schall-Manucodia (Phonygammus keraudrenii)

## Hybridisierung innerhalb der Familie

### Wissenschaftsgeschichte

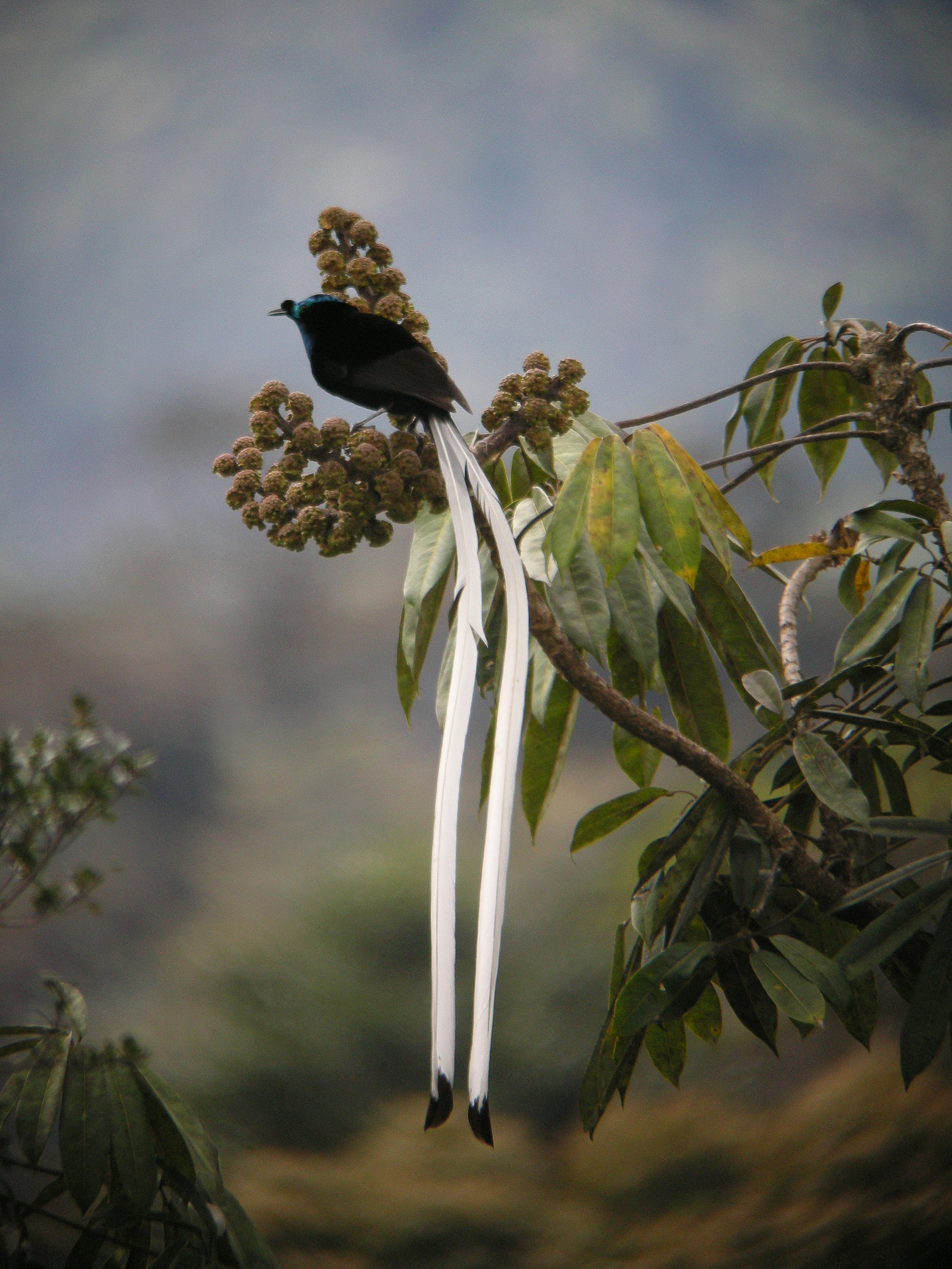
Schmalschwanz-Paradieselster, eine Art, die sich häufiger mit anderen Arten kreuzt

Die Neigung von Paradiesvögeln, sich mit anderen Arten ihrer Familie zu kreuzen, ist bereits zu Beginn des 20. Jahrhunderts von Anton Reichenow und damit fast früher als für jede andere Vogelfamilie beschrieben worden. Reichenow hielt es bereits 1901 für wahrscheinlich, dass die Art, die er ursprünglich als Janthothorax mirabilis als neue Art beschrieben habe, in Wirklichkeit eine Kreuzung aus den beiden Paradiesvogel-Arten Fadenhopf und einer Art aus der Gattung der Eigentlichen Paradiesvögel sei. Diese Idee wurde zunächst von der Fachwelt nicht akzeptiert. Erst 1930 veröffentlichte der deutsche Ornithologe Erwin Stresemann zwei Artikel, in denen er die Ansicht vertrat, dass nicht weniger als 17 der zuvor als Art beschriebenen Paradiesvögel hybriden Ursprungs seien. Diese Ansicht fand zunächst vor allem bei dem Evolutionsbiologen Ernst Mayr Unterstützung, brauchte jedoch mehrere Jahrzehnte, um sich durchzusetzen. Heute wird nur für sehr wenige der von Stresemann ursprünglich identifizierten potentiellen Hybriden noch diskutiert, ob möglicherweise doch eine eigenständige Art vorläge.

### Beispiele für Hybride
Bei den Typusexemplaren in Museumsbeständen, die heute als Hybride gelten, finden sich überwiegend Männchen. Dies ist zum einen darauf zurückzuführen, dass von den indigenen Ethnien auf Neuguinea vor allem die mit auffälligen Schmuckfedern ausgestatteten Männchen gejagt und als Balg oder Vogelfell in den Handel gebracht wurden. Bei den Männchen fallen abweichende Merkmale außerdem stärker auf als bei den eher unauffällig gefärbten Weibchen.
Zu den Arten, bei denen es besonders häufig zu Hybriden kommt, zählt unter anderem die Schmalschwanz-Paradieselster, die sich mit den zur selben Gattung gehörenden Arten Pracht-Paradieselster und Stephanie-Paradieselster und außerdem dem Schmalschwanz-Paradieshopf kreuzt. Für den Sichelschwanz-Paradiesvogel sind Hybride mit dem Königs-Paradiesvogel, dem Pracht-Kragenparadiesvogel und dem Kleinen Paradiesvogel beschrieben worden.

## Paradiesvögel und Mensch

### Wissenschaftsgeschichte
Das männliche Gefieder einiger Arten ist so bizarr und gleicht in einigen Fällen so wenig den Federn anderer Vogelarten, dass zu Beginn der Wissenschaftsgeschichte einige Ornithologen überzeugt waren, dass es sich bei den nach Europa gesendeten Bälgen um elaborierte Fälschungen handele. Die ersten Bälge, die nach Europa gelangten, brachte der spanische Entdecker Juan Sebastián Elcano von der ersten Weltumsegelung mit. Er hatte sie im November 1521 auf den Tidore-Inseln erhalten. Ein Schreiber am Hofe Karl V. beschrieb einen dieser Bälge in einem Brief an den Erzbischof von Salzburg. In diesem 1523 in Köln veröffentlichtem Brief hielt der Schreiber auch fest, dass diesen Paradiesvögeln Füße und Beine fehlten und sie niemals landeten, sondern so lange flögen, bis sie sterbend zur Erde fielen. Die weiteren Paradiesvogel-Bälge, die im Verlauf des 16. Jahrhunderts nach Europa gelangten, schienen dies zu bestätigen: Es handelte sich auf Neuguinea in traditioneller Weise präparierte Bälge, denen dabei die Füße und Beine entfernt worden waren. Erst zu Beginn des 17. Jahrhunderts gelangten auch Bälge nach Europa, die noch Beine und Füße hatten.
Die erste Monografie über Paradiesvögel wurde 1802 von den Franzosen Louis Pierre Vieillot und Jean Baptiste Audebert veröffentlicht. Beschrieben wurden darin lediglich 11 Arten. Diesem ersten wissenschaftlichen Werk, das sich ausschließlich mit Paradiesvögeln beschäftigte, folgten weitere durch die Ornithologen René Primevère Lesson, John Gould (1804–1881) und Richard Bowdler Sharpe (1847–1909), Daniel Giraud Elliot (1835–1915), Tom Iredale (1880–1972) und Ernest Thomas Gilliard (1912–1965).

### Bälge und Federn in der westlichen Hutmode
In Europa und Nordamerika wurden Damenhüte zwischen dem letzten Viertel des 19. Jahrhunderts und etwa 1920 bevorzugt mit Vogelfedern, aber auch mit Vogelfell dekoriert. Unter Vogelfell wird in der Pelzwirtschaft die abgezogene, gefiederte Haut von Vögeln verstanden, die durch Gerben haltbar gemacht ist. Verwendet wurden Flügel, Köpfe, aber auch vollständige Vogelbälge. Bälge von Paradiesvögeln und darunter besonders die Eigentlichen Paradiesvögel mit ihren auffälligen, verlängerten Flankenfedern waren dabei besonders begehrt, wie zahlreiche Fotos belegen, die die Jäger mit den von ihnen geschossenen Bälgen zeigen. In Kaiser-Wilhelms-Land, dem nordöstlichen Teil Neuguineas, der bis 1919 zum deutschen Kolonialreich zählte, mussten wegen der hohen Preise, die mit den Paradiesvogelbälgen erzielt werden konnten, hohe Lizenzgebühren für das Jagdrecht bezahlt werden. Der Großhandelspreis für einen solchen Balg betrug auf dem deutschen Markt vor dem Ersten Weltkrieg etwa 130 Mark. Das entsprach dem halben Monatsgehalt eines Polizisten. Es wird geschätzt, dass auf den entsprechenden Auktionen in London, New York und Paris zwischen 1905 und 1920 jährlich zwischen 30.000 und 80.000 Paradiesvogelbälge in den Handel kamen. Bereits 1912 hatte die USA ein Einfuhrverbot für Federn und Bälge wild lebender Vogelarten erlassen. Im deutschen Kaiserreich machte sich gegen den heftigen Widerstand der Modebranche der „Bund für Vogelschutz“ (Vorläufer des heutigen NABU) gegen den „Vogelmord für Modezwecke“ stark. 1913 befasste sich der Reichstag mit der Frage des Schutzes der Paradiesvögel und 1914 wurde in der Kolonie die Jagd auf sämtliche Paradiesvogelarten verboten.

### Bälge und Federn als Prestigeobjekt in Melanesien und Asien

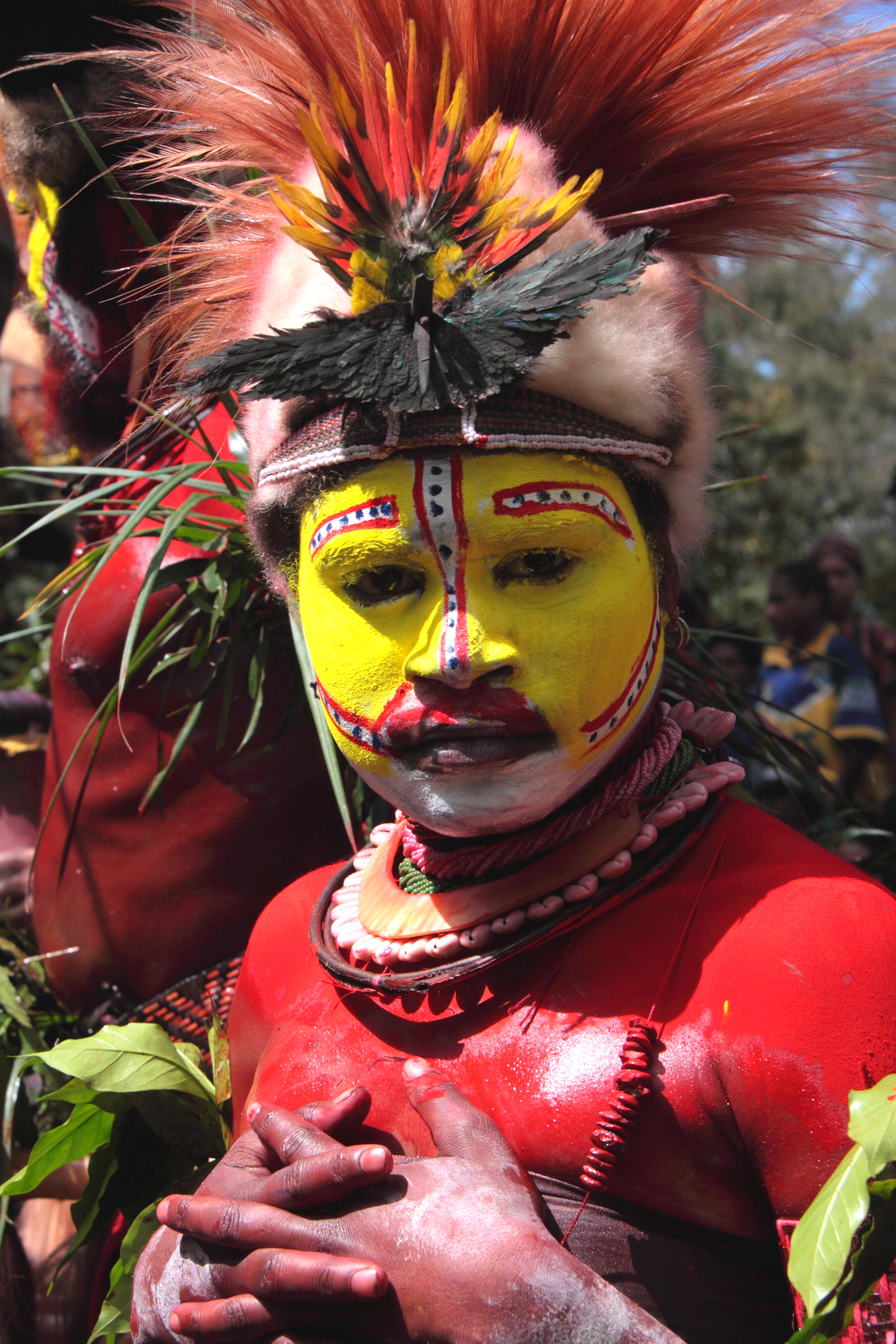
Huli-Krieger mit Kopfschmuck aus dem blau schimmernden Brustgefieder des Prachtparadiesvogels sowie den roten Flankenfedern des Raggi-Paradiesvogels.

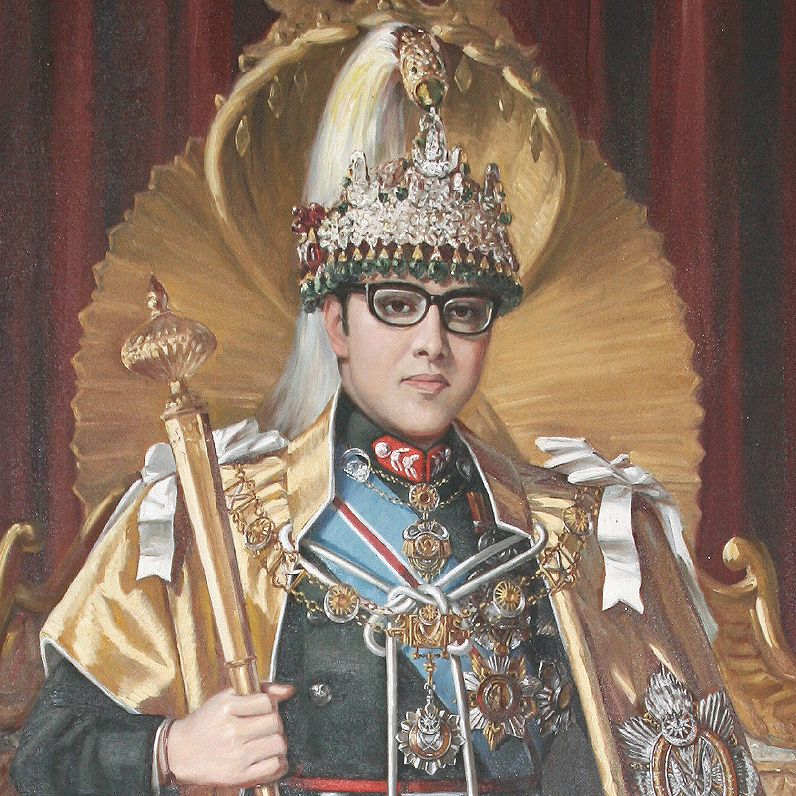
König Birendra, Nepal. Der Federschmuck der Krone stammt vom Großparadiesvogel

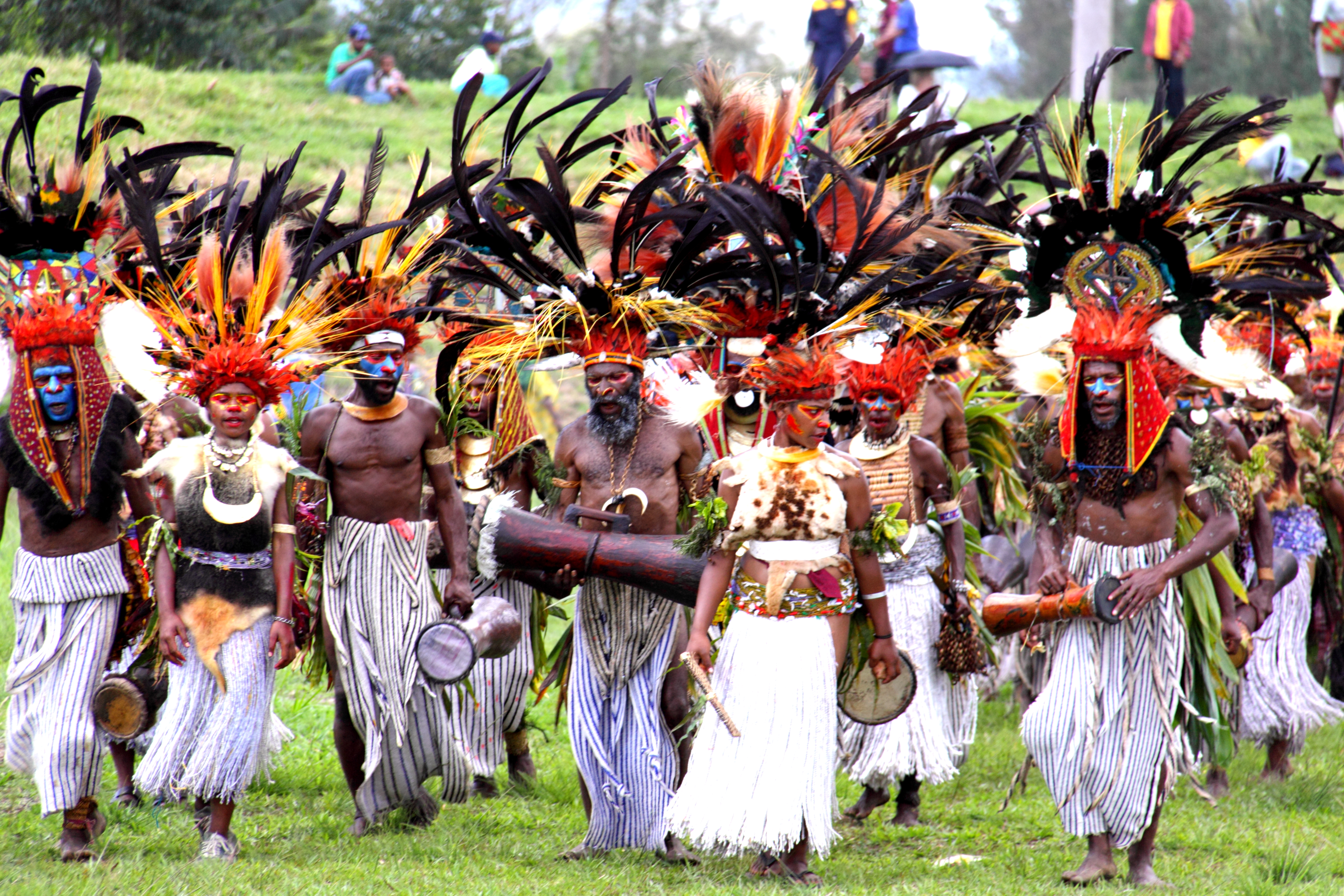
Tänzer der Gruppe Golgoi im Hochland von Papua-Neuguinea mit Kopfschmuck bestehend aus Federn und Bälgen diverser Paradiesvögel sowie der Trommel Kundu

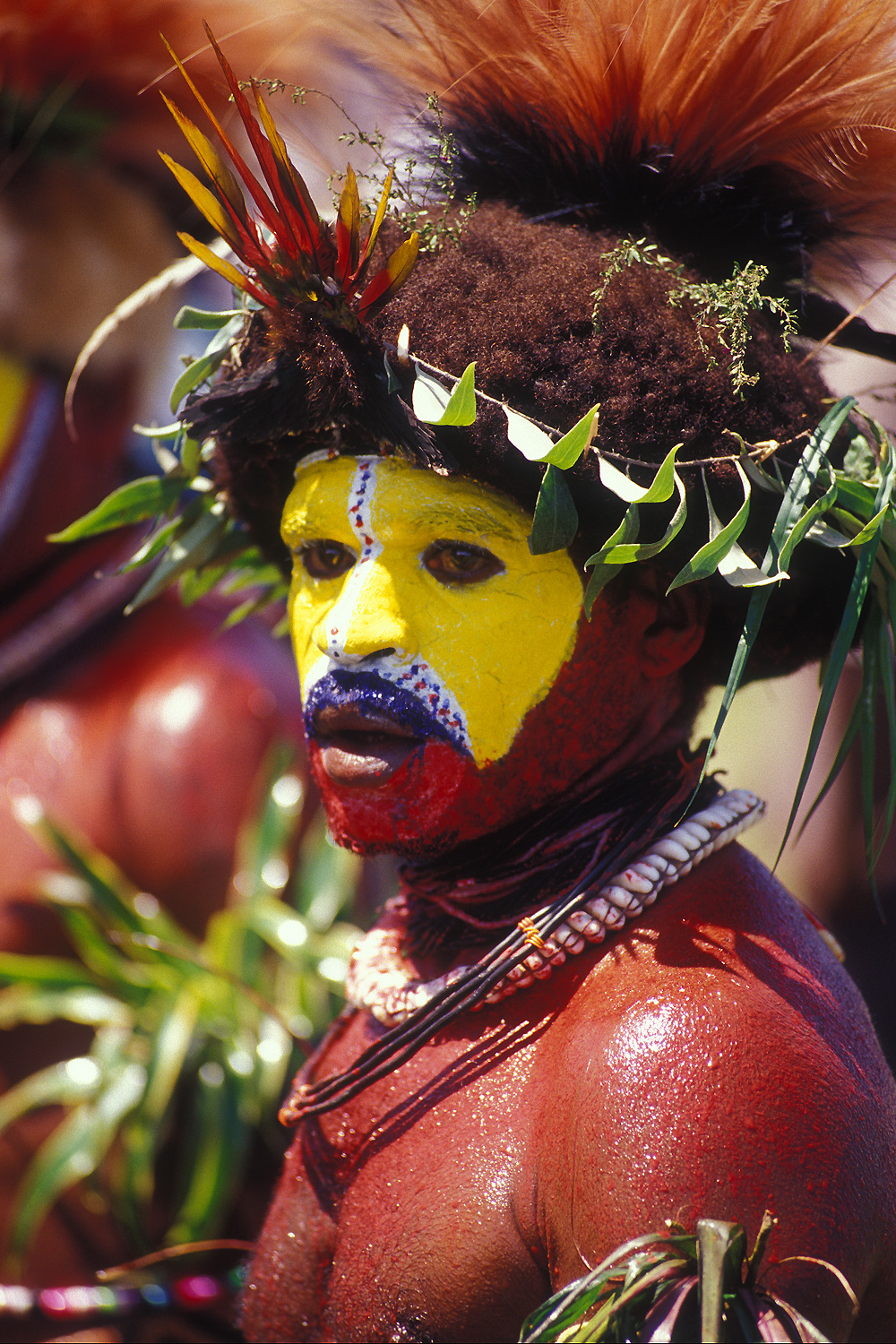
Bei dem Kopfschmuck des Huli-Kriegers wurde auch menschliches Haar verarbeitet.
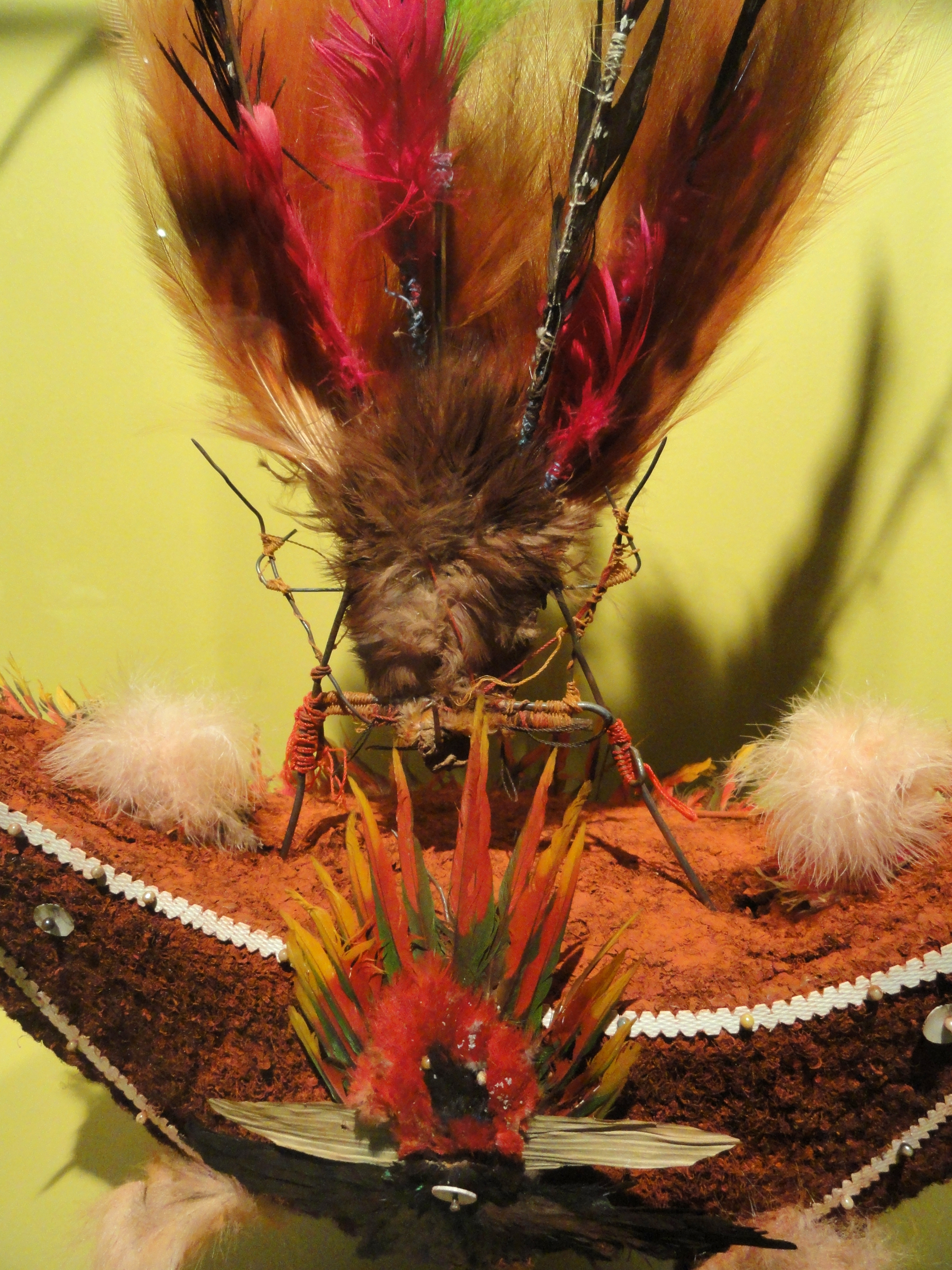
Huli-Kopfschmuck mit Federn von Pracht- und Raggi-Paradiesvogeln sowie Schwanzfedern von Paradieselstern
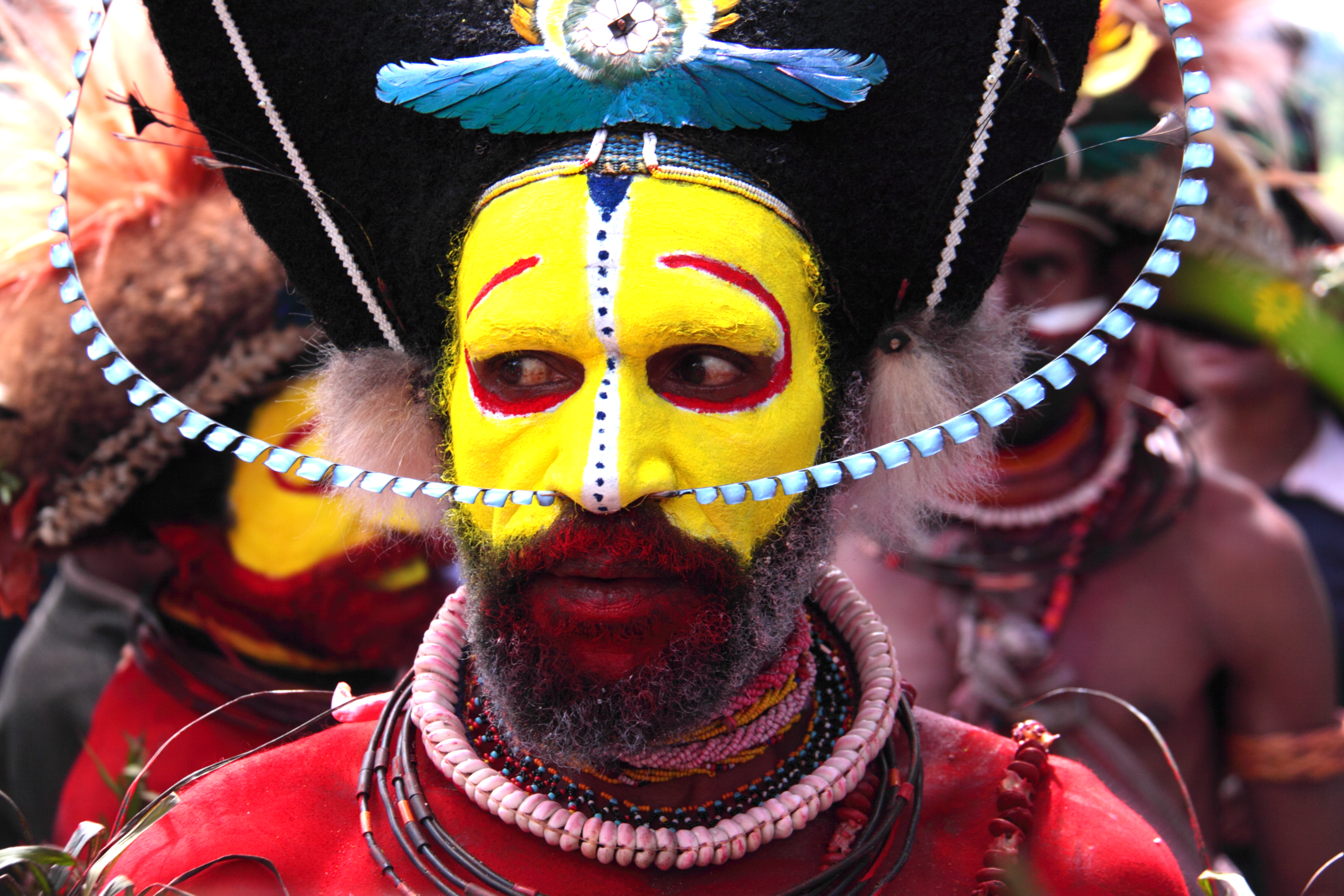
Koroba mit Kopfschmuck aus Federn des Wimpelträgers und den blau-irisierenden Federn einer weiteren Paradiesvogelart
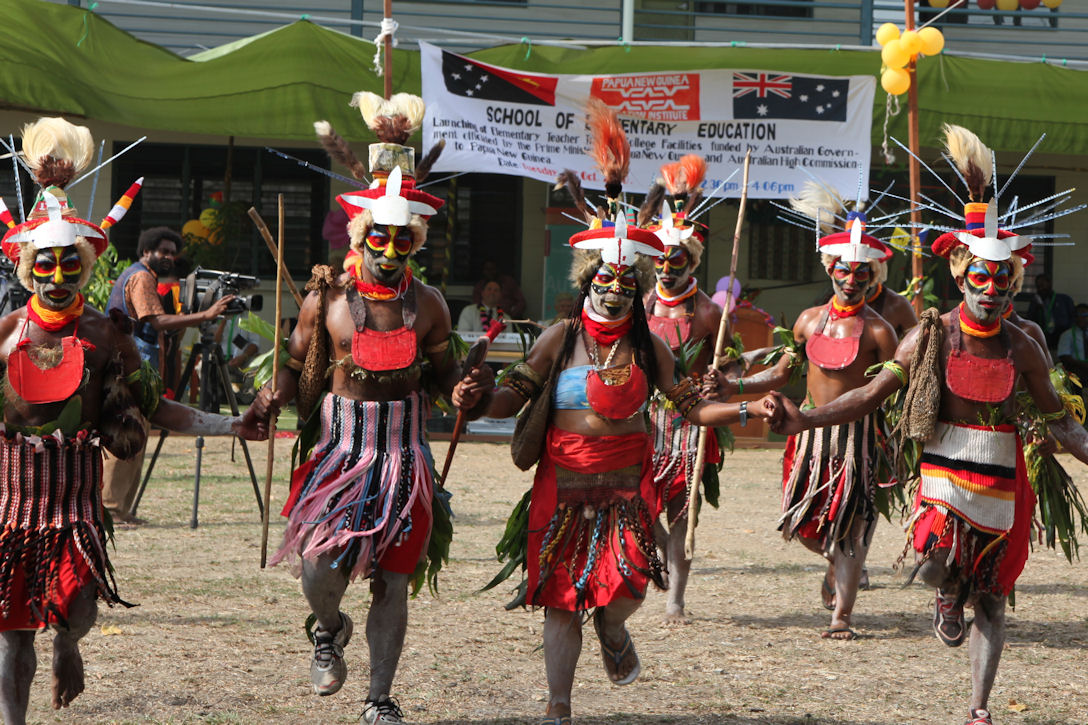
Tänzer aus dem Hochland Papua-Neuguineas mit Federn und Bälgen diverser Paradiesvogelarten

Die Federn und Bälge einer Reihe von Paradiesvögeln werden von mehreren indigenen Ethnien Melanesiens zu traditionellem Kopf- und Körperschmuck verarbeitet. Eine besondere Rolle spielen sie bei den Völkern auf Neuguinea und hier insbesondere bei den Völkern, die im Hochland von Papua-Neuguinea leben.
Bälge und Federn als Schmuck werden mit wenigen Ausnahmen ausschließlich von den Männern getragen. Sie sind Bestandteil traditioneller Kleidung, die während kriegerischer Auseinandersetzungen getragen wird, dienen aber auch als Schmuck von Zeremionalgewändern. Als Symbol von Status und Wohlstand sind Bälge und Federn seit vermutlich mehreren tausend Jahren Handelsgut. Der Handel ist dabei nicht auf das Verbreitungsgebiet der Paradiesvögel begrenzt. Ein Fernhandel mit ihnen besteht mit dem südöstlichen Festland Asiens, den Philippinen und den östlichen Inseln Indonesiens seit mindestens 2000 Jahren. Die Flankenfedern des Großparadiesvogels beispielsweise schmückten über Jahrhunderte die Kopfbedeckung von hochgestellten Mitgliedern des nepalesischen Königshofes. Getragen wurden sie vom König, dem Premierminister und Generälen zu besonderen zeremoniellen Anlässen. Bei der nepalesischen Krone werden besonders lange Flankenfedern verwendet, die pferdeschweifähnlich einer juwelenbesetzten Fassung entspringen.
Die Jagd konzentriert sich ausschließlich auf die Männchen, weil den Weibchen diese Schmuckfedern fehlen. Bevor auf Neuguinea Gewehre verbreitet waren, erfolgte die Jagd ausschließlich mit Pfeil und Bogen, Leimruten und Fallen. Jäger nutzten häufig die traditionellen Leks – die Balzplätze, an denen sich mehrere Männchen versammelten – um die Männchen mit ihrem Schmuckgefieder zu jagen. Bei der Jagd wurden bevorzugt stumpfe Pfeile genutzt, um das Gefieder nicht zu verletzen. Ein Gesetz in Papua-Neuguinea lässt sogar ausschließlich die traditionelle Jagd mit Pfeil und Bogen oder Schleuder zu. Die traditionelle Jagd wirkt sich bei den polygynen Arten nicht bestandsmindernd aus: Es werden in der Regel die ältesten Männchen gejagt, die das ausgeprägteste Schmuckgefieder haben. Dort, wo sie fehlen, paaren sich die Weibchen mit den jüngeren Männchen. So ist beispielsweise trotz der seit Generationen bestehenden Jagd auf den Kleinen Paradiesvogel dessen Population stabil, und in einigen Regionen ist die Art sogar sehr häufig – so zählt der Kleine Paradiesvogel auf der Insel Yapen zu den häufigsten Vögeln sowohl in der Tiefebene, im Vorgebirge als auch in Bergwäldern. Es gibt allerdings auch Ausnahmen von dieser Regel: In den 1970er Jahren wurde festgestellt, dass der Bestand an Großparadiesvögeln in den Regionen, in denen Gewehre eingeführt worden waren, deutlich zurückging. Dort, wo dies noch nicht der Fall war, blieben die Bestandszahlen vergleichsweise hoch. Die Individuen dieser Art waren dort auch auffallend zahmer.
Das Beispiel des als gefährdet eingestuften und nur im Hochland von Papua-Neuguinea vorkommenden Blauparadiesvogels zeigt jedoch, dass mitunter das Zusammentreffen mehrerer Faktoren auch bei polygynen Arten dazu führen kann, dass diese die Populationsverluste durch die Bejagung nicht kompensieren können.
- Sowohl Bälge als auch einzelne Federn werden gelegentlich an Touristen verkauft, obwohl deren Ausfuhr aus dem Land illegal ist.
- Die Gelegenheiten, bei denen Zeremonialgewänder getragen werden, haben zugenommen. So sind sowohl der Unabhängigkeitstag als auch Weihnachten mittlerweile Anlässe für das Tragen dieser federgeschmückten Kleidungen oder des federgeschmückten Kopfschmucks.
- Durch die zunehmende Bevölkerungsdichte gibt es mehr Kinder, die Weibchen auf dem Nest mit Schleudern töten.[45]
- Es fehlt an einer Exekutive, die die Durchsetzung von Gesetzen und Vorschriften zur Bejagung sicherstellt. Von den indigenen Völkern werden diese Regelungen darüber hinaus teils nicht verstanden beziehungsweise diese sind für sie nicht nachvollziehbar, so dass sie keinen Einfluss auf Jagd- und Handelspraktiken haben.[45]

## Trivia

### Dedikationsnamen

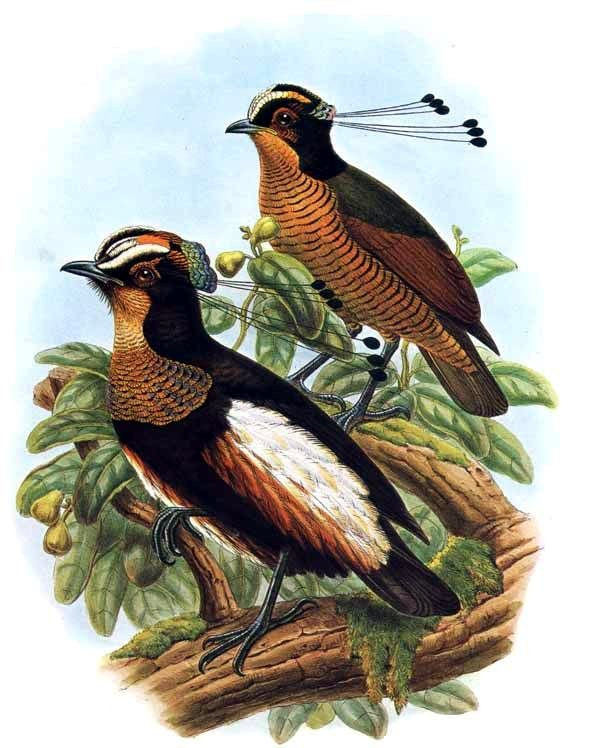
Carola-Paradiesvogel

Über mehrere Jahrzehnte wurden mit der Vergabe des Artepithetons überwiegend Mitglieder europäischer Fürstenhäuser geehrt:
- Die deutsche Bezeichnung und das Artepitheton der Stephanie-Paradieselster wurden zu Ehren von Stephanie von Belgien vergeben, zum Zeitpunkt der wissenschaftlichen Erstbeschreibung Kronprinzessin von Österreich-Ungarn. Das Artepitheton rudolphi des Blauparadiesvogels ehrt dagegen ihren Mann, den Kronprinzen Rudolf von Österreich-Ungarn.
- Der deutsche Name und das Artepitheton des Carola-Paradiesvogels ehren Carola von Wasa-Holstein-Gottorp, die letzte Königin von Sachsen. A.B. Meyer ehrte im selben Jahr ihren Ehemann Albert von Sachsen, der Artzusatz alberti der wissenschaftlichen Bezeichnung des Wimpelträgers erinnert an den sächsischen König.[47]
- Das Artepitheton des Kaiser-Paradiesvogels (Paradiesaea gulielmi) erinnert an den deutschen Kaiser Wilhelm II. Gulielmili ist die mittelalterliche, lateinische Form von Wilhelm.[48]
- Nach Queen Victoria ist der Viktoria-Paradiesvogel benannt.
- Der Name des Helena-Paradiesvogels (Parotia lawesi helenae), eine Unterart des Blaunacken-Paradiesvogels, ehrt Helena von Großbritannien und Irland, die dritte Tochter von Queen Victoria.

Einige weitere Paradiesvögel sind jedoch nach Sammlern oder Persönlichkeiten in Zusammenhang mit der europäischen Erstbeschreibung benannt:
- Das Artepitheton des Schmalschwanz-Paradieshopfes (Epimachus meyeri) den deutschen Naturwissenschaftler Adolf Bernhard Meyer.
- Das Artepitheton des Gelbschwanz-Sichelhopfes Drepanornis albertisi ehrt den italienischen Forschungsreisenden Luigi Maria d’Albertis, der bei seiner ersten Begegnung mit dieser Art sofort klar war, dass es sich hierbei um eine neue Gattung und eine Art der Familie der Paradiesvögel handele. D’Albertis war mit seiner Entdeckung 1872 am Berg Arfak nur wenig früher als Adolf Bernhard Meyer. Meyer begegnete im selben Jahr ebenfalls dieser Art.[49]
- Das Artepitheton bruijnii des Braunschwanz-Paradieshopfes ehrt den niederländischen Plumassier und Naturalienhändler Anton August Bruijn. Als Händler unterstützte er den Naturwissenschaftler Alfred Russel Wallace auf dessen Reise auf den Molukken. Das Typusexemplar, auf dem die wissenschaftliche Erstbeschreibung beruht, wurde von dem Jäger L. Laglaize gesammelt, der im Auftrag von Bruijn auf Neuguinea sammelte. Bruijn war bereits vier Jahre zuvor auf die Existenz dieser Art aufmerksam geworden.[50]

### Sonstiges

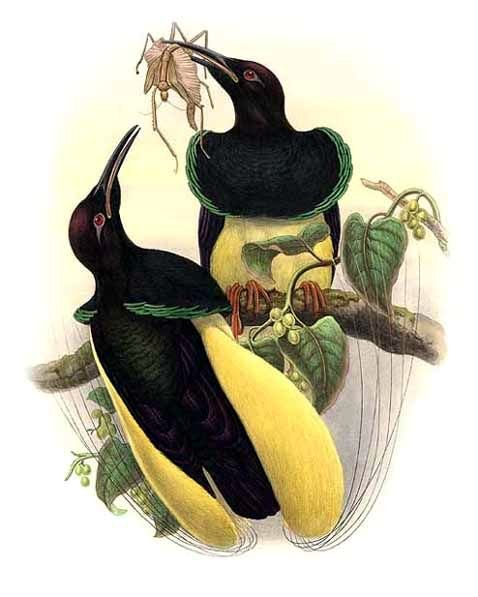
Fadenhopf

- Die Glanzparadieskrähe ist der erste Paradiesvogel, den mit René-Primevère Lesson ein Europäer in freier Wildbahn beobachtete.[51]
- Der italienische Forschungsreisende Luigi Maria d’Albertis berichtete 1880 davon, dass er das Fleisch von vier Arfak-Strahlenparadiesvögeln gegessen habe. Dies gilt als bemerkenswert, weil das Fleisch der Paradiesvögel allgemein als so unangenehm bitter beschrieben wird, dass sie als ungenießbar gelten.[52]
- Bei den in Museen aufbewahrten Typusexemplaren des Fadenhopfes weist das Flankengefieder nicht mehr den intensiven Gelbton auf. Es verblasst nach dem Tod des Vogels sofort zu einem weißlichen Ton. Das Artepitheton melanoleuca weist darauf hin. Es bedeutet schwarz und weiß.[53]
- Einer der erfolgreichsten Sammler von Typusexemplaren der Paradiesvögel war der deutsche Kolonialbeamte, Ornithologe und Pflanzensammler Carl Hunstein: Der von 1885 bis zu seinem Tod 1888 für die Neuguinea-Kompagnie tätige Hubstein sammelte unter anderen den Schmalschwanz-Sichelhopf, die Stephanie-Paradieselster, den Blauparadiesvogel und den Kaiser-Paradiesvogel.
- Berichte über synchrones Balzverhalten bei Männchen des Kaiser-Paradiesvogels gab es bereits 1924 durch den früheren deutschen Kolonialoffizier Hermann Detzner. Er beschrieb, dass er fünf oder sechs Männchen dieser Art kopfüber nebeneinander von einem Ast hängen gesehen hätte. Diese Haltung hätten sie eingenommen, indem sie sich langsam rückwärts von dem Ast hätten kippen lassen. Der Ornithologe H. O. Wagner berichtete 1938 im 86. Band des Journals für Ornithologie ebenfalls von einer synchronen Balz bei zwei im Taronga Zoo, Sydney, gehaltenen Männchen des Kaiser-Paradiesvogels.[54] Die Beobachtungen wurden von den Ornithologen Erwin Stresemann (1924), Ernst Mayr (1931) und Ernest Thomas Gilliard (1969) stark bezweifelt.[55] Der Ornithologe R. D. W. Draffan konnte dagegen 1978 die Beobachtung bei Freilandbeobachtungen bestätigen.[56]

### Die Herkunft des Namens der Paradiesvögel

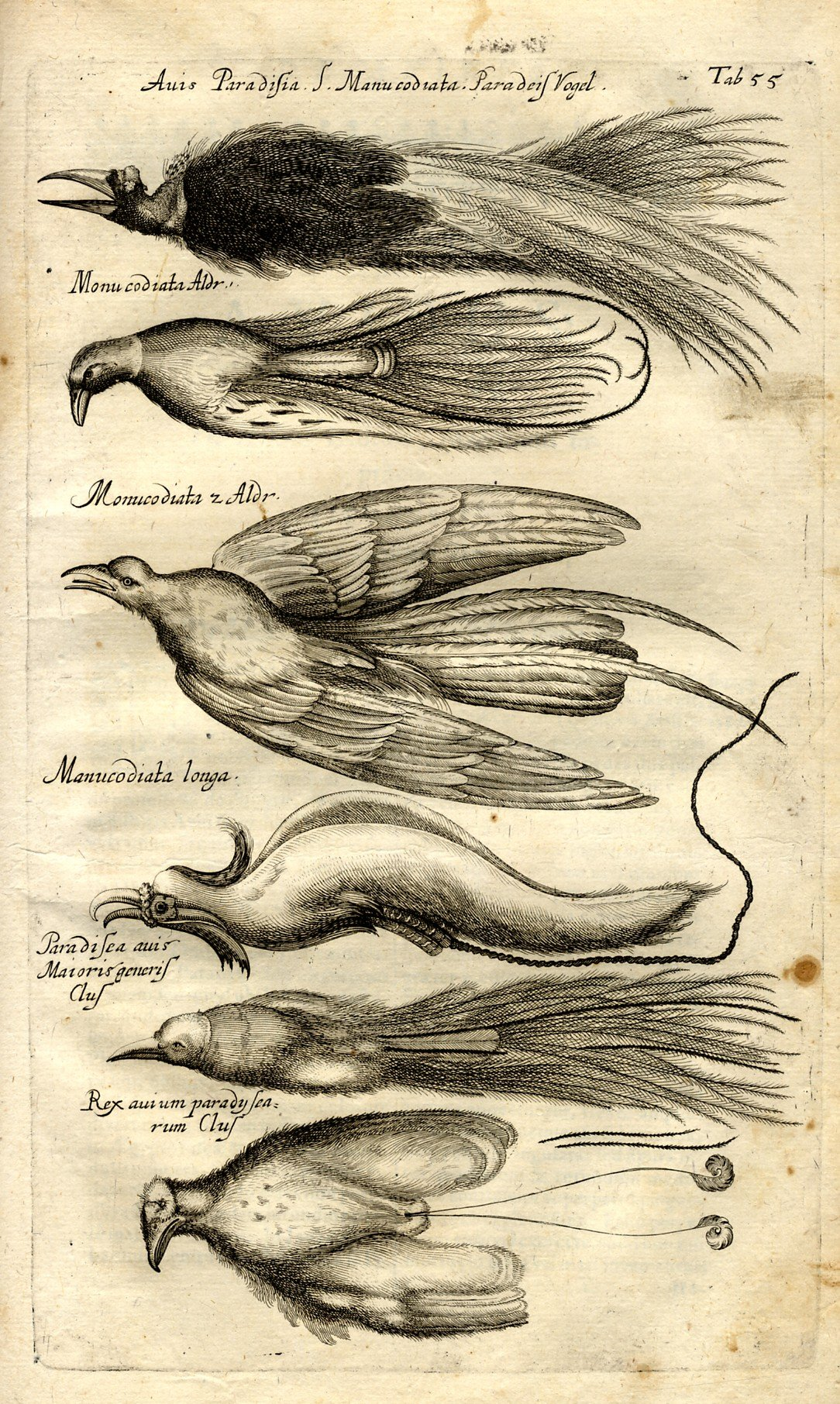
Abbildungen von fußlosen Paradiesvogel-Bälgen aus John Johnstons Werk Historia naturalis animalium von 1650

In seinem Werk Das Malayische Archipel. Die Heimath des Orang-Utan und des Paradiesvogels erläutert Alfred Russel Wallace die Entstehung des Namens und der Entdeckungsgeschichte der Paradiesvögel:

„Da viele meiner Reisen zu dem speciellen Zwecke unternommen worden waren, um Exemplare von Paradiesvögeln zu bekommen und Etwas über ihre Gewohnheiten und ihre Verbreitung zu erfahren, und da ich (soweit mir bekannt) der einzige Engländer bin, der diese wundervollen Vögel in ihren Heimathswäldern gesehen und viele derselben erhalten hat, so beabsichtige ich hier im Zusammenhange das Resultat meiner Beobachtungen und Untersuchungen zu geben.
Als die ersten Europäer die Molukken erreichten, um Gewürznelken und Muskatnüsse zu suchen, damals seltene und werthvolle Specereien, wurden sie mit getrockneten Vogelbälgen beschenkt, die so seltsam und schön waren, daß sie die Bewunderung selbst jener nach Reichthum jagenden Seefahrer erregten. Die malayischen Händler gaben ihnen den Namen "Manuk dewata" oder "Göttervögel"; und die Portugiesen nannten sie, da sie sahen, daß sie weder Füße noch Flügel hatten und da sie nicht im Stande waren, irgend etwas Authentisches über sie zu erfahren, "Passaros de Sol" oder "Sonnenvögel", während die gelehrten Holländer, welche lateinisch schrieben, sie "Avis paradiseus" oder "Paradiesvögel" hießen. John von Linschoten gab ihnen im Jahre 1598 diesen Namen und er erzählte uns, daß Niemand die Vögel lebend gesehen hat, denn sie leben in der Luft, wenden sich stets gegen die Sonne und lassen sich vor ihrem Tode nie auf die Erde nieder; sie haben weder Füße noch Flügel, wie man, so fügt er hinzu, an den Vögeln, die nach Indien und manchmal auch nach Holland gebracht wurden, sehen kann, aber da sie zu jener Zeit sehr theuer waren, so wurden sie in Europa selten gesehen. Mehr als hundert Jahre später sah Herr William Funnel, der Dampier begleitete und einen Bericht über die Reise geschrieben hat, mehrere Exemplare auf Amboina und man sagte ihm, daß sie nach Banda kämen, um Muskatnüsse zu essen, welche sie berauschten und sie besinnungslos niederfallen machten, worauf sie von Ameisen getötet würden. Bis zum Jahre 1760, als Linné die größte Art Paradisea apoda (fußloser Paradiesvogel) benannte, war kein vollkommenes Exemplar in Europa gesehen worden und man wußte absolut Nichts über sie, und selbst jetzt, hundert Jahre später, führen die meisten Bücher an, daß sie jährlich nach Ternate, Banda und Amboina wandern, während es doch Thatsache ist, daß sie auf diesen Inseln in wildem Zustande eben so unbekannt sind wie in England. Linné war auch einer kleinen Art bekannt, welche er Paradisea regia (Königs-Paradiesvogel) nannte und seitdem hat man neun oder zehn weitere Arten kennen gelernt, die alle zuerst nach von Wilden auf Neu Guinea aufbewahrten Bälgen beschrieben wurden und gewöhnlich mehr oder weniger unvollkommen waren. Diese sind jetzt im malayischen Archipel alle als "Burong mati" oder todte Vögel bekannt, was sagen soll, daß die malayischen Händler sie nie lebend gesehen haben.“